# Żabia Turnia Mięguszowiecka
Die Żabia Turnia Mięguszowiecka (slowakisch Žabia veža, deutsch: Froschseeturm) ist ein Berg in der Hohen Tatra mit einer Höhe von 2336 m n.p.m. an der polnisch-slowakischen Grenze. Sie ist der neunthöchste Berg in Polen.

## Lage und Umgebung
Unterhalb des Gipfels liegen die Täler Fischseetal mit dem Bergsee Czarny Staw pod Rysami im Norden (Polen) und Mengsdorfer Tal im Süden (Slowakei).
Der Froschseeturm liegt im Hauptkamm der Tatra im Massiv des Ochsenrücken (Wołowy Grzbiet). Nachbargipfel sind der Simonturm (Żabi Koń) im Massiv der Meeraugspitze (Rusy), von dem sie durch den Pass Obere Froschseescharte (Żabia Przełęcz Wyżnia) getrennt ist, und die von ihr durch den Bergpass Östliche Ochsenrückenscharte (Żabia Przełęcz Mięguszowiecka) getrennte Ochsenrückenturm (Wołowa Turnia).

## Etymologie
Der Name Żabia Turnia Mięguszowiecka lässt sich als Mięguszowiecka Froschturm übersetzen. Der Name rührt daher, dass sich unweit des Berges die Froschseen sowie das Tal Mengusovská dolina befinden. Geläufig war auch der Name Froschseeturm ohne Hinweis auf das hinter ihm liegende Tal.

## Tourismus
Der Froschseeturm liegt auf keinem markierten Wanderweg. Er ist jedoch für Kletterer mit einer Genehmigung der Verwaltung eines der Nationalparks zugänglich. Als Ausgangspunkt für eine Besteigung eignen sich die Schutzhütten Schronisko PTTK nad Morskim Okiem und Schronisko PTTK w Dolinie Roztoki. Seine Nordwand über dem Bergsee Czarny Staw pod Rysami ist ca. 350 Meter hoch. Nach Süden hin fällt der Hang dagegen relativ flach ab.

## Belege
- Zofia Radwańska-Paryska, Witold Henryk Paryski, Wielka encyklopedia tatrzańska, Poronin, Wyd. Górskie, 2004, ISBN 83-7104-009-1.
- Tatry Wysokie słowackie i polskie. Mapa turystyczna 1:25.000, Warszawa, 2005/06, Polkart, ISBN 83-87873-26-8.